# Uniwersytet w Prizrenie
Uniwersytet w Prizrenie (alb. Universiteti i Prizrenit) – kosowska publiczna uczelnia wyższa.
Uniwersytet został założony 9 października 2009 roku, jako druga tego typu uczelnia w Kosowie. Bazą nowo powstałej uczelni była Wyższa Szkoła Pedagogiczna, działająca od 1961 roku, częściowo jako filia Uniwersytetu w Prisztinie. Jej zasoby wykorzystano do utworzenia Wydziału Pedagogicznego. 

## Struktura organizacyjna
W ramach uczelni działają następujące jednostki badawcze:
- Wydział Ekonomii
- Wydział Informatyki
- Wydział Nauk Przyrodniczych i Środowiskowych
- Wydział Pedagogiczny
- Wydział Prawa
- Wydział Filologii